# 2001 FJ194
2001 FJ194, também escrito como 2001 FJ194 e conhecido como 2005 GY186, é um corpo celeste que está localizado no disco disperso, uma região do Sistema Solar. Ele possui uma magnitude absoluta de 7,6 e, tem um diâmetro estimado de cerca de 133 quilômetros.

## Descoberta
2001 FJ194 foi descoberto no dia 22 de março de 2001.

## Órbita
A órbita de 2001 FJ194 tem uma excentricidade de 0,440 e possui um semieixo maior de 66,002 UA. O seu periélio leva o mesmo a uma distância de 36,993 UA em relação ao Sol e seu afélio a 95,012 UA.